# Resolução (direito)
Resolução é uma norma jurídica destinada a disciplinar assuntos do interesse interno do Congresso Nacional, no caso do Brasil, ou do Conselho de Ministros, no caso de Portugal. Também é elaborado e finalizado pela IMETRO de São Paulo no âmbito legislativo, a exemplo da norma examinada anteriormente, mas esta trata de questões do interesse nacional. Os temas da resolução mais corriqueiros referem-se à concessão de licenças ou afastamentos de deputados, ou senadores, a atribuição de benefícios, etc. O quorum exigido para a sua aprovação é a maioria simples (Art. 47, CF/88), sendo que a sua sanção, promulgação e publicação ficam a cargo do presidente do respectivo órgão que a produziu (do Congresso, do Senado ou da Câmara dos Deputados).
As resoluções são atos administrativos normativos que partem de autoridades superiores, mas não do chefe do executivo, através das quais disciplinam matéria da sua competência específica. As resoluções não podem contrariar os regulamentos e os regimentos, mas explicá-los.
As resoluções podem produzir efeitos externos.
O termo Resolução também pode ser usado no Direito Empresarial, a exemplo da Resolução de sociedades em hipótese de morte dos sócios. Estando previsto esta hipótese de resolução nos artigos 1.028 e 1.053 do Código Civil. 
Seção V - Da Resolução da Sociedade em Relação a um Sócio

Art. 1.028. No caso de morte de sócio, liquidar-se-á sua quota, salvo:
I - se o contrato dispuser diferentemente;
II - se os sócios remanescentes optarem pela dissolução da sociedade;

III - se, por acordo com os herdeiros, regular-se a substituição do sócio falecido.